# Fabian Maingain
Fabian Maingain, né le 12 mai 1986, est un homme politique belge francophone, ex-membre de Démocrate fédéraliste indépendant. Il est le fils d'Olivier Maingain.
Il est titulaire d'un Master en Administration publique de l'Université libre de Bruxelles,.

## Carrière politique
- Conseiller communal à la Ville de Bruxelles depuis décembre 2007à octobre 2024.
- Chef de groupe DéFI (ex-FDF) au Conseil communal de la Ville de Bruxelles de 2012 à 2024.
- Député au Parlement bruxellois depuis le 17 juin 2014.
- Echevin des Affaires économiques, de l'Emploi, de la Smart City et de la Simplification administrative de la ville de Bruxelles depuis octobre 2018 jusque octobre 2024